# Szakmara (folyó)
A Szakmara (oroszul: Сакмара) folyó Oroszország európai részén, Baskíriában és az Orenburgi területen; az Urál jobb oldali mellékfolyója.

## Földrajz
Hossza: 798 (760) km, vízgyűjtő területe: 30 200 km², évi közepes vízhozama (a torkolattól 55 km-re): 144 m³/sec. Teljes esése a forrástól a torkolatig 570 m.
A Déli-Urál központi vízválasztója, az Uraltau keleti lejtőjén, Baskíriában ered és déli, délnyugati irányba tart. Felső szakaszán igazi hegyi folyó. A Zilairi-platón mély szurdokvölgyben, meredek, sziklás partok között folyik, medrében sok a zúgó. A Zilairi-plató keleti részét füves, árvalányhajas, alacsonyhegységi sztyepp jellemzi; a jobb parti, nyugati részt erdeifenyővel kevert nyírfaerdők borítják. 
Az északról, még Baskíria területén beömlő Zilair torkolata után a folyó sodrása lelassul. Az Orenburgi terület Kuvandik városa körzetében nyugat, majd északnyugat felé fordul, itt már széles völgyben kanyargó, nyugodt, síkvidéki folyó. Nagyjából főfolyója, az Urál völgyével azonos irányba tart és Orenburg alatt ömlik az Urálba.
Bár vízgyűjtő területe a főfolyóénál sokkalta kisebb, a Szakmara az Urál teljes vízhozamának átlagosan 40%-át, egyes években 50%-át adja. 
Novembertől áprilisig befagy. Tavaszi áradása áprilistól június elejéig tart, ekkor folyik le az éves vízmennyiség közel 70%-a.
Jelentősebb jobb oldali mellékfolyója a Zilair, a Kaszmarka, a Szalmis és legnagyobb, északról beömlő mellékvize, a Nagy-Ik (341 km).